# 세키 고지
세키 고지(일본어: 関 浩二, 1972년 6월 26일 ~ )는 일본의 전 축구 선수이다.

## 구단 경력
1990년 일본 사커 리그의 요미우리에 입단했다. 1994년부터 1995년까지 재팬 풋볼 리그의 도쿄 가스에서 뛰었다. 1996년 J1리그의 벨마레 히라쓰카로 이적했다. 1998년까지 44경기에 출전하여, 7득점을 넣었다. 1998년 6월 도쿄 가스로 복귀했다. 1998년 10월 J1리그의 콘사돌레 삿포로로 이적했다. 1998년후 J2리그에 강등했다. 1999년후 현역 은퇴.